# 安德烈耶夫卡村委员会
安德烈耶夫卡村委员会（俄语：Андреевский сельсовет）是俄罗斯联邦阿穆尔州伊万诺夫卡区所属的一个村委员会。其下辖有2个居民点，行政中心为安德烈耶夫卡。据2015年统计，该村委员会的人口为282人。
2015年，安德烈耶夫卡村委员会并入普拉沃沃斯托奇诺耶村委员会。